# 阪南病院
阪南病院（はんなんびょういん）は、医療法人杏和会が大阪府堺市中区に設置する大規模精神科病院。

## 診療科
- 精神科[1]
- 心療内科[1]
- 児童精神科[1]
- 内科[1]
- 神経内科[1]
- 放射線科[1]
- 歯科[1]
- 小児科[1]

## 医療機関の指定・認定
（下表の出典）
| 保険医療機関                                                                                               | 生活保護法指定病院（中国残留邦人等の円滑な帰国の促進並びに永住帰国した中国残留邦人等及び特定配偶者の自立の支援に関する法律（平成六年法律第三十号）に基づく指定医療機関を含む。） |
| 臨床研修病院                                                                                               | 原子爆弾被害者一般疾病医療取扱病院 |
| 精神保健指定医の配置されている医療機関                                                                     | 指定自立支援医療機関（精神通院医療） |
| 精神保健及び精神障害者福祉に関する法律（昭和二十五年法律第百二十三号）に基づく指定病院又は応急入院指定病院 | 医療保護施設（中国残留邦人等の円滑な帰国の促進並びに永住帰国した中国残留邦人等及び特定配偶者の自立の支援に関する法律に基づく医療保護施設を含む。)                                |

- 救急告示病院（精神科）[2]
- このほか、各種法令による指定・認定病院であるとともに、各学会の認定施設でもある。

## 認定専門医人数
(下表の出典）
| 整形外科専門医 | 1人 | 公益社団法人日本整形外科学会   | 麻酔科専門医       | 1人 | 公益社団法人日本麻酔科学会       |
| 放射線科専門医 | 3人 | 公益社団法人日本医学放射線学会 | 消化器内視鏡専門医 | 2人 | 一般社団法人日本消化器内視鏡学会 |
| 神経内科専門医 | 1人 | 一般社団法人日本神経学会       | 総合内科専門医     | 1人 | 一般社団法人日本内科学会         |
| 血液専門医     | 1人 | 一般社団法人日本血液学会       | 消化器病専門医     | 1人 | 一般財団法人日本消化器病学会     |
| 小児科専門医   | 1人 | 公益社団法人日本小児科学会     | 老年病専門医       | 1人 | 一般社団法人日本老年医学会       |

## 交通アクセス
- JR阪和線「津久野駅」より[3]
  - 送迎バスを運行している。
  - 南海バス4番乗り場「泉ヶ丘駅」系統⑪又は5番乗り場「東山車庫前」行き系統に乗車「小阪」停留所下車徒歩5分
- JR阪和線「上野芝駅」より[3]
  - 南海バス駅前停留所「東山車庫前」行き系統③に乗車「小阪」停留所下車徒歩5分
- 南海泉北線「深井駅」より[3]
  - 送迎バスを運行している。
- 南海泉北線「泉ケ丘駅」より[3]
  - 南海バス1番乗り場「津久野駅前」系統⑪又は「堺東駅前」行き系統②に乗車「小阪」停留所下車徒歩5分
- 南海高野線・泉北高速鉄道線「中百舌鳥駅」OsakaMetro御堂筋線「なかもず駅」より[3]
  - 南海バス南側3番乗り場「伏尾」行き系統に乗車「小阪」停留所下車徒歩5分
- 南海高野線「堺東駅」より[3]
  - 南海バス10番乗り場「泉ヶ丘駅」系統②又は「東山車庫前」行き系統③に乗車「小阪」停留所下車徒歩5分